# Hankous järnvägsstation
Hankous järnvägsstation (förenklad kinesiska: 汉口站; traditionell kinesiska: 漢口站; pinyin: Hànkǒu zhàn) är en av tre järnvägsstationer i staden Wuhan som är huvudstad i provinsen Hubei i Kina. Stationen är belägen i Hankou, norr om floderna Yangtze och Han shui, men flera kilometer norr från Hankous historiska centrum och betjänar bland annat linjen Beijing–Hankou, som byggdes vid förra sekelskiftet.